# Communauté haïtienne en République dominicaine
La Communauté haïtienne en République dominicaine regroupe l'ensemble des Haïtiens immigrés en République dominicaine et par leurs descendants. Elle constitue une des principales communautés haïtiennes à l'étranger avec plus de 500 000 personnes dont près de la moitié de sans-papiers avant le tremblement de terre d'Haïti de 2010.

## Historique

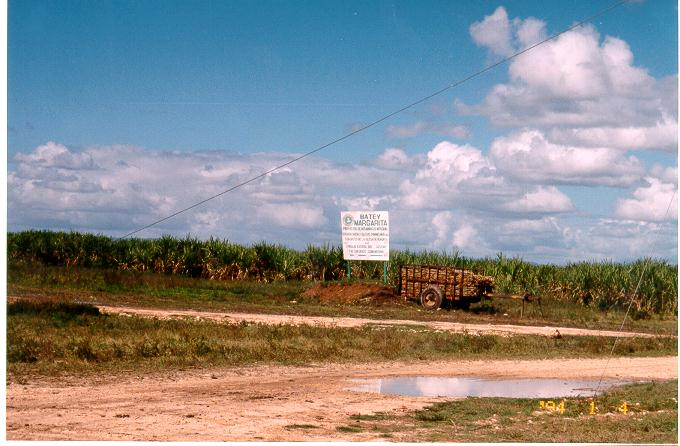
Champs de canne à sucre en République dominicaine

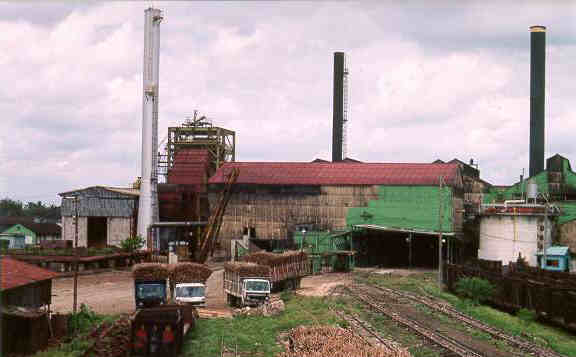
Usine sucrière en République dominicaine

L'émigration haïtienne vers la République dominicaine commence sous l'occupation américaine de l'île d'Hispaniola en 1915. Avec le débarquement des troupes venus des États-Unis, les deux pays vont subir une évolution stratégique de leur économie voulue par l'occupant nord-américain. Pour les États-Unis, il s'agit d'organiser la production intensive de la canne à sucre sur l'ensemble de l'île avec un partage des tâches, les usines sucrières implantées en république dominicaine et les champs de cannes à sucre cultivés en Haïti. Les investissements américains s'élèveront à 70 millions de dollars pour la République dominicaine et à moins de 9 millions de dollars seulement pour Haïti.
Dès cette période, de nombreux travailleurs haïtiens saisonniers ou de longues durées vont s'installer en république dominicaine. Cette migration va être organisée par les deux États sous le nom de "Traite verte".
En 1934, les États-Unis se retirent militairement de l'île, laissant les deux pays dans une relation d'interdépendance conflictuelle. 
En 1937, le dictateur dominicaine Trujillo, en raison d'une menace que les Haïtiens feraient peser sur l'intégrité hispanique blanche dominicaine. Il fait massacrer plus de 10 000 travailleurs haïtiens à côté de la ville de Dajabon, près de la rivière du Massacre, fleuve frontalier, qui porte ce nom depuis ce terrible évènement sanguinaire. 
Après la Seconde Guerre mondiale, la "traite verte" reprend. Le travail se diversifie, il y a toujours la coupe de la canne à sucre, mais également la cueillette du café, du cacao et du riz. Vers 1950 on compte près de 20 000 Haïtiens, au début des années 1960 autour de 60 000 Haïtiens, en 1970 près de 300 000 travailleurs haïtiens et plus de 400 000 au début des années 1980 en incluant les travailleurs clandestins.

## Conditions de travail

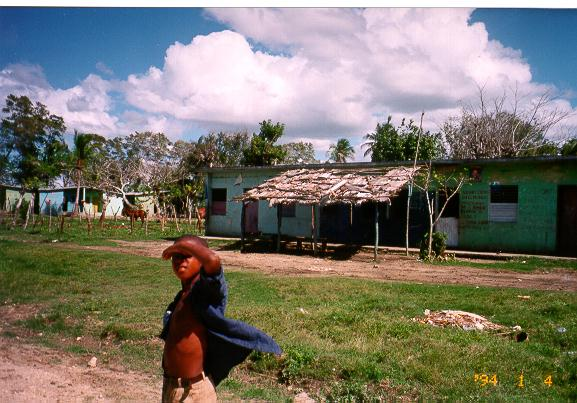
Jeune haïtien devant un batey en République dominicaine

Depuis le début, les organisations des Droits de l'Homme dénoncent les conditions inhumaines vécues par les haïtiens vivant en république dominicaine. La Ligue anti-esclavagiste basée à Londres y dénonce une forme moderne d'esclavage. Le Bureau International du Travail édite un rapport qui révèle des pratiques de travail forcé.
Pour les nombreux travailleurs illégaux, pas de contrat de travail et la menace continuelle d'être expulsé à tout moment. Pour ceux qui sont embauchés légalement, des contrats de travail rédigés le plus souvent uniquement en espagnol et parfois également en créole haïtien.
Les autorités dominicaines expulsent chaque année des dizaines de milliers d'Haïtiens sous prétexte de présence illégale de ces travailleurs. Ces derniers sont expulsés sans ménagement et sans avoir le temps de prendre ni leurs biens ni leurs affaires personnelles dans leur lieu de vie misérable dans ces nombreuses bateys dans lesquelles ils vivent dans un grand dénuement. Des familles sont ainsi séparées, des enfants perdus de vue définitivement. La chasse aux faciès fait partie des excès d'une population blanche et hispanique dominicaine. Les meurtres d'Haïtiens sont courants et dénoncés par les associations dominicaines et haïtiennes des droits de l'homme. Des raids (appelés redadas) sont organisés contre ces pauvres travailleurs immigrés identifiables à leur peau noire. 
Deux militantes haïtiennes des Droits de l'homme vont s'élever contre ces conditions inhumaines subies par leurs compatriotes haïtiens, l'avocate de formation, Solange Pierre, née en République dominicaine et Colette Lespinasse, coordinatrice du Groupement d'Appui aux Rapatriés et Réfugiés, organisation non-gouvernementale spécialisée dans la défense des Droits de l'homme et des émigrés haïtiens en République dominicaine.

## Sources
- Groupe d'Appui aux Rapatriés et Réfugiés haïtiens en République dominicaine
- Des travailleurs haïtiens en République Dominicaine en marge de toute protection du Code du Travail
- L'émigration haïtienne vers la République dominicaine, pp. 79 et 80
- La situation des travailleurs migrants haïtiens et leur famille en République dominicaine
- L'industrie de la canne à sucre en République dominicaine